# Tunel Mala Kapela
Tunel Mala Kapela najduži je cestovni tunel u Hrvatskoj, na autocesti A1. Nalazi se u predjelu između sela Jezerane i Modruš između izlaza za Ogulin i za Brinje na autocesti A1. Tunel ima dvije cijevi koje su međusobno razmaknute 25 metara. Cijevi ovog tunela su različitih dužina, jedna je duga 5780 metara a druga 5821 metar. Prolazi kroz planinu koje se zove Mala Kapela i po toj planini je dobio i ime. 
Zapadna cijev tunela puštena je u promet 15. lipnja 2005. godine. Do 30. svibnja 2009. kada je otvorena istočna cijev ovoga tunela promet se odvijao uglavnom dvosmjerno jedinom zapadnom cijevi tunela, osim u vrhuncima turističke sezone kada se povremeno regulirao jednosmjeno. 
Istočna cijev u promet je puštena 30. svibnja 2009. Time su se smanjile gužve koje nastaju u ljetnim vikendima prilikom smjene turista, a tunel više nije uzrok prometnih čepova pri većem protoku vozila.
Obje tunelske cijevi su opremljene ventilacijom, potpunom svjetlosnom i znakovnom signalizacijom, izlazima u slučaju nužde, proširenjima za zaustavljanje u slučaju nužde a same cijevi su na više mjesta povezane manjim prolazima u slučaju da jedna od cijevi bude blokirana, od tih prolaza 6 je za vozila a 14 je pješačkih. Također, tunel je opremljen uređajima koji distribuiraju radijski signal Hrvatskog radija, programe HR1 na 92,1 MHz i HR2 na 98,5 MHz.

## Vanjske poveznice
- Hrvatske autoceste  Arhivirana inačica izvorne stranice od 8. prosinca 2018. (Wayback Machine)